# بوگرا-۵
بوگرا-۵ (به لاتین: Bogra-5) یک منطقهٔ مسکونی در بنگلادش است که در ناحیه بوگرا واقع شده‌است.